# 통용 병음
통용 병음(중국어: 通用拼音, 병음: Tōngyòng Pīnyīn)은 중화민국(타이완)의 중국어 등의 언어의 로마자 표기법의 하나이다.

## 개요
통용 병음은 1998년 중앙연구원 민족학 연구소 부연구원 유보첸에 의해 발표되었다.
1984년 교육부에 의해 공포된 국어 주음 부호 제2식과는 달리 국어(베이징어) 외에도 타이완어, 하카어, 소수 민족의 언어에도 대응한다. 그러나 이 표기 방법은 수정이 반복되어 안정적이지 않다.
또한 통용 병음은 어디까지나 도로 안내 등, 비한자권의 외국인(중화민국 국적 이외의 사람)을 위해 한자 표기와 병용되어 제한적으로 사용되는 표기 방법이며 주음부호를 대체하는 것은 아니다.
현재는 중화민국에서 폐지되어서 한어병음을 사용중이지만 아직까지도 가오슝 첩운의 역명 로마자 표기와 같이 사용 중인 곳이 존재한다.

## Photos

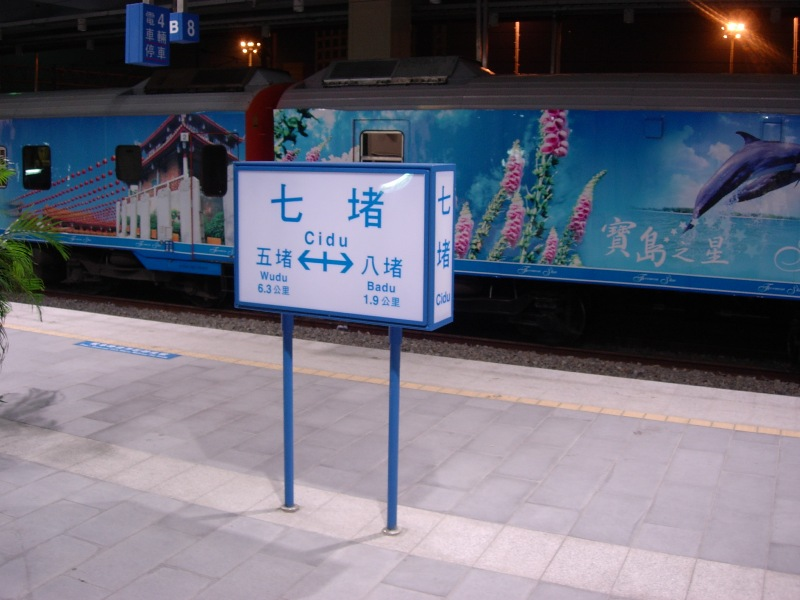
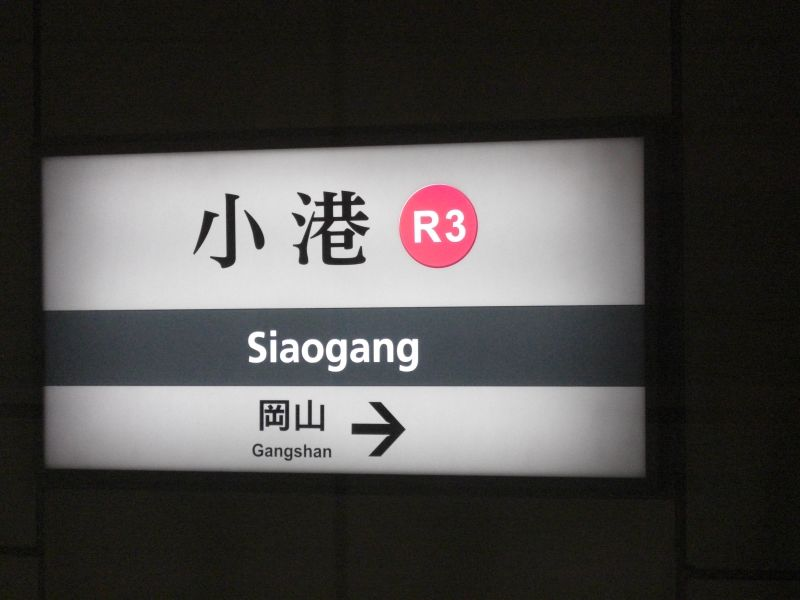
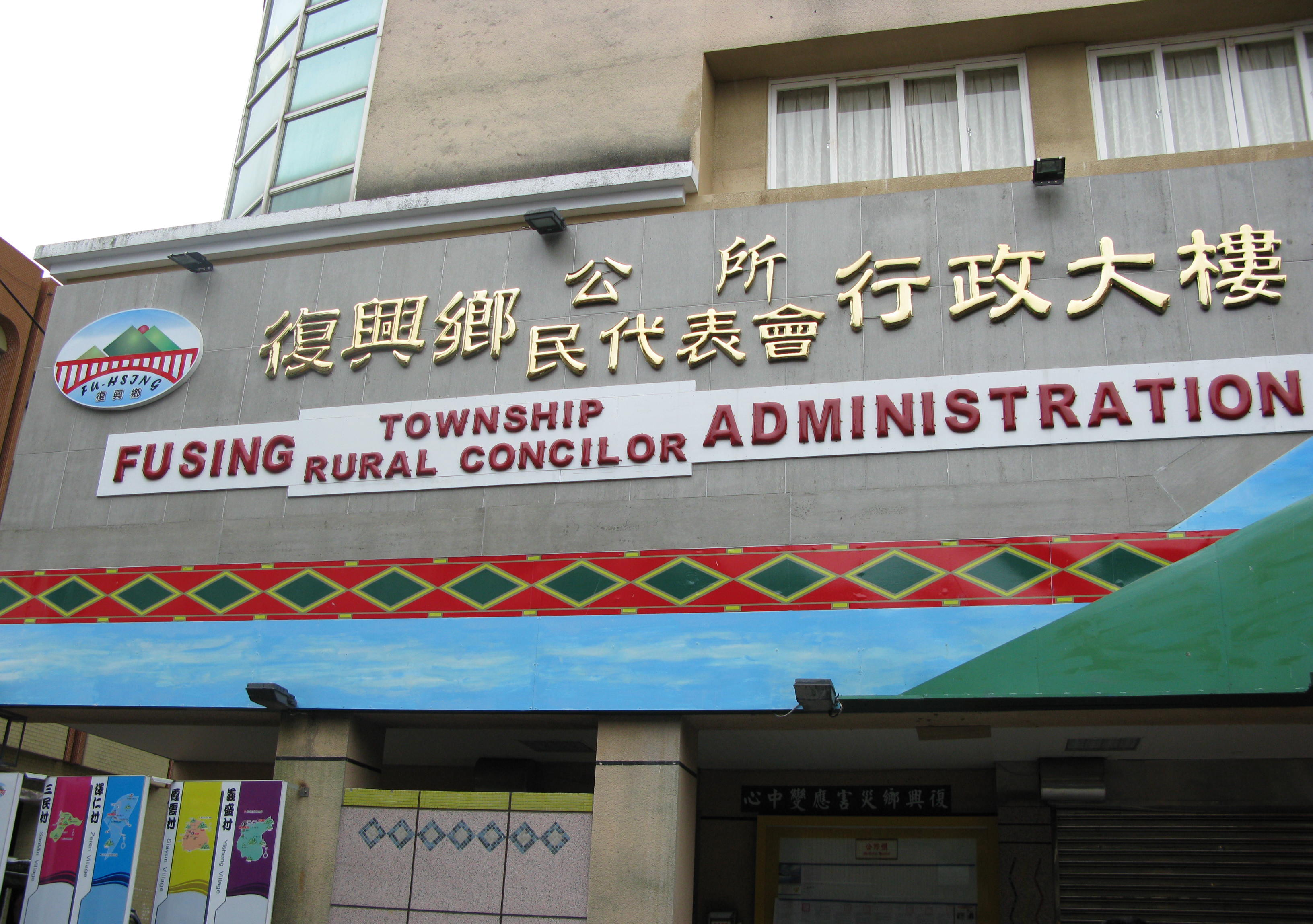

## 같이 보기
- 한어 병음
- 웨이드식
- 라틴화 신문자(영어판)